# Nando Bassetto
Fernando Bassetto, mais conhecido por Nando Bassetto, é um guitarrista e produtor musical de Santos, notório por seu trabalho com as bandas Charlie Brown Jr., Garage Fuzz, Cajamanga, Mr. Green, entre outras.
Com o Cajamanga, tocou no Rock in Rio.

## Prêmios e Honrarias
- 2018 - Hall do rock santista pelo site Blog'n'Roll[6]

## Discografia
Solo
- 2009 - Retalhado (selo independente)

com o "The Goodloop Project"
- 2012 - The Good Loop [EP]
- 2020 - New Time [EP][8]

com a banda Mr. Green
- 1990 - Mr. Green
- 1994 - Faces

com o Charlie Brown Jr.
- 1993 - Fita Demo

com o Garage Fuzz
- Relax In Your Favorite Chair (1994)
- Turn The Page… The Season Is Changing (1999)
- 3500 Days Alive! (2001)
- The Morning Walk (2005)
- Definitively Alive (2009)
- Fast Relief (2015)

com o Cajamanga
- 2001 - Aos 47 minutos do 2o. Tempo